# Manycz-Gudiło
Manycz-Gudiło (t. Gudiło, Bolszoj Manycz; ros. Маныч-Гудило, Большой Маныч, Гудило) – słone jezioro w południowej Rosji europejskiej, na granicy Kałmucji, Kraju Stawropolskiego i obwodu rostowskiego, w zlewisku Morza Azowskiego.
Przeciętna powierzchnia – 344 km², wysokość lustra wody – 10 m n.p.m. Jezioro zasila w wodę rzeka Kubań. Łączy się ono kanałem z rzeką Manycz. Rozwinięte rybołówstwo.
Większą część jeziora obejmuje Rezerwat „Czarne Ziemie”.